# Западная Двина (город)
За́падная Двина́ — город (с 1937) в Тверской области России.
Административный центр (с 1929) Западнодвинского района, в составе которого образует муниципальное образование город Западная Двина со статусом городского поселения как единственный населённый пункт в его составе.
В мае 2020 года в связи с преобразованием Западнодвинского административного (муниципального) района в округ (муниципальный округ) город районного значения Западная Двина наделён статусом города окружного значения.

## Этимология
Название городу дано по реке Западная Двина. Большая часть города расположена на правом берегу, меньшая — на левом.

## География
Западная Двина расположена на юго-западе Тверской области, находится на одноимённой реке в 275 км западнее Твери. Ширина реки здесь около 35—50 метров.
Транспорт
В 8 километрах к северу от города проходит трасса М9 Москва — Рига. По территории города проходит железная дорога Москва — Великие Луки — Рига. Есть железнодорожный вокзал и автобусная станция.
| С-З | Торопец ~ 55       |                 | Андреаполь ~ 56 | С-В |
| З   | Великие Луки ~ 120 | Роза ветров     | Нелидово ~ 50   | В   |
| Ю-З | Велиж ~ 140        | Жарковский ~ 60 | Белый ~ 100     | Ю-В |

## История

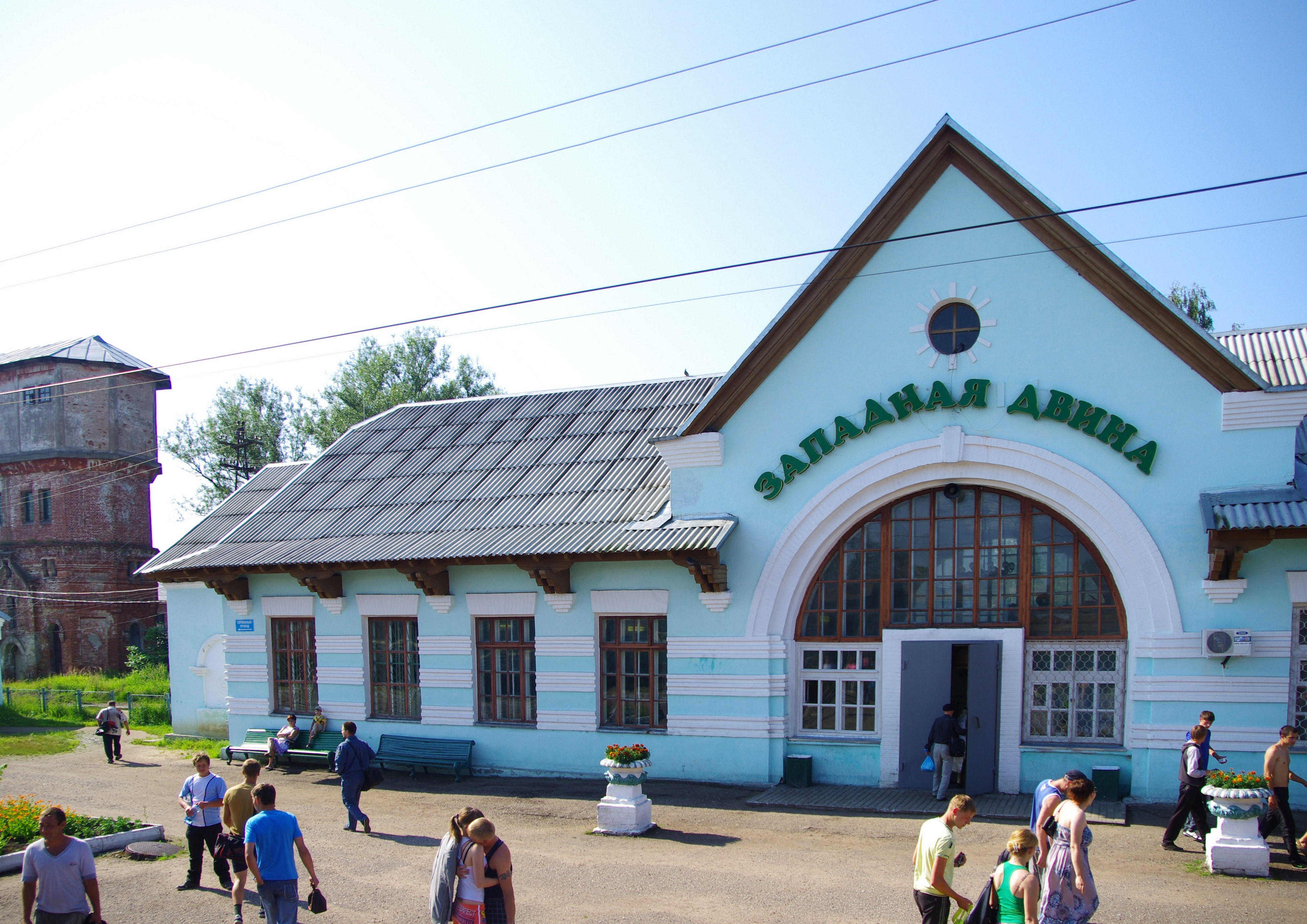
Здание железнодорожного вокзала в наше время.

Населённый пункт возник в 1900 году как пристанционный посёлок при одноимённой станции на железной дороге Москва — Рига. С 1927 года Западная Двина стала посёлком городского типа; центром Октябрьского района (в 1927—1929 годах в составе Ленинградской области, в 1929—1935 — в Западной области, с 1935 — в Калининской области).
1 декабря 1937 года посёлок был преобразован в город.
Во время Великой Отечественной войны, в 1941—1942 годах, город был оккупирован немцами. 3 сентября 1941 года началась оккупация, 9 января 1942 освобождён в ходе Торопецко-Холмской операции. В результате оккупации и боевых действий город был сильно разрушен, в первые послевоенные годы полностью восстановлен.
Распоряжением Правительства РФ от 29 июля 2014 года № 1398-р «Об утверждении перечня моногородов» городское поселение город Западная Двина включено в категорию «Монопрофильные муниципальные образования Российской Федерации (моногорода) с наиболее сложным социально-экономическим положением».

## Население
| \| 1926[12] \| 1931[13] \| 1939[14] \| 1959[15] \| 1970[16] \| 1979[17] \| 1989[18] \| 1992[13] \| \| -------- \| -------- \| -------- \| -------- \| -------- \| -------- \| -------- \| -------- \| \| 2029 \| ↗2300 \| ↗7512 \| ↗8994 \| ↗10 052 \| ↗10 316 \| ↗11 556 \| ↘11 400 \| \| 1996[13] \| 1998[13] \| 2000[13] \| 2001[13] \| 2002[19] \| 2003[13] \| 2005[13] \| 2006[13] \| \| ↗11 500 \| ↘11 400 \| ↘11 200 \| ↘11 100 \| ↘10 212 \| ↘10 200 \| ↘9600 \| ↘9400 \| \| 2007[13] \| 2008[13] \| 2009[20] \| 2010[21] \| 2011[13] \| 2012[22] \| 2013[23] \| 2014[24] \| \| ↘9300 \| ↘9200 \| ↘8995 \| ↗9378 \| ↗9400 \| ↘9045 \| ↘8841 \| ↘8630 \| \| 2015[25] \| 2016[26] \| 2017[27] \| 2018[28] \| 2019[29] \| 2020[30] \| 2021[1] \| \| \| ↘8467 \| ↘8347 \| ↘8249 \| ↘8089 \| ↘7909 \| ↘7783 \| ↗7869 \| \| 2500 5000 7500 10 000 12 500 15 000 1926 1979 2000 2006 2011 2016 2021 |         |         |         |         |         |         |         |
| 1926 | 1931    | 1939    | 1959    | 1970    | 1979    | 1989    | 1992    |
| 2029 | ↗2300   | ↗7512   | ↗8994   | ↗10 052 | ↗10 316 | ↗11 556 | ↘11 400 |
| 1996 | 1998    | 2000    | 2001    | 2002    | 2003    | 2005    | 2006    |
| ↗11 500 | ↘11 400 | ↘11 200 | ↘11 100 | ↘10 212 | ↘10 200 | ↘9600   | ↘9400   |
| 2007 | 2008    | 2009    | 2010    | 2011    | 2012    | 2013    | 2014    |
| ↘9300 | ↘9200   | ↘8995   | ↗9378   | ↗9400   | ↘9045   | ↘8841   | ↘8630   |
| 2015 | 2016    | 2017    | 2018    | 2019    | 2020    | 2021    |         |
| ↘8467 | ↘8347   | ↘8249   | ↘8089   | ↘7909   | ↘7783   | ↗7869   |         |

На 1 января 2025 года по численности населения город находился на 1001-м месте из 1124 городов Российской Федерации.

## Достопримечательности
- Каменный храм во имя Николая Чудотворца является одной из главных достопримечательностей города.

- Городской парк, открытый в 1952 году. Здесь имеется небольшой водопад, а также огромные шахматные фигуры на гигантском клетчатом поле.
- Историко-краеведческий музей[33].
- Планируется строительство нового парка, посвящённого победе в ВОВ[34].
- Памятник Ленину, открытый в 1970 году[10].
- Памятник погибшим за освобождение района от немецкой оккупации в 1941—1942 годах. На монументе надпись: «Вечная память Героям, павшим в боях за Родину»[35].

## Экономика
Основным видом деятельности являются деревообрабатывающая промышленность и сельское хозяйство. В городе имеется леспромхоз, молокозавод (с 2010 г.). Ранее функционировали льнозавод (не работает с 1998 г.) и маслосырзавод (не работает с 1994 г.).
Ведущим предприятием города по 2002 год являлось ОАО «Деревообработчик», ведущего свою историю от лесопильных заводов Ратнера, а затем Хурина, о чём упоминается в «Памятной книжке Псковской губернии», изданной в 1914 году в Пскове.
Ведущее предприятие деревообрабатывающей промышленности — деревообрабатывающая фабрика ООО «Тандем».

## Инфраструктура
В городе имеются: культурно-развлекательный центр, фитнес-центр «Марк Аврелий», многофункциональный спортивный зал.
Работает культурно-развлекательный центр «Планета счастья» с залами для занятий боулингом, бильярдом, танцами

## Спорт и туризм
В окрестностях города (в 12 км к югу от него) располагается спортивно-оздоровительный центр «Мухино» круглогодичного действия, который используется как центр подготовки спортсменов и как оздоровительный лагерь. Условия для активного отдыха, для профессиональных и любительских занятий спортом определяются экологически чистой природой и уникальным рельефом местности с естественным перепадом высот до 270 метров над уровнем моря. Здесь неоднократно проводились международные лыжные марафоны и другие лыжные соревнования.
Свои оздоровительные услуги предоставляет также парк-отель «Дербовеж», располагающийся к северо-западу от города в деревне Соломкино и окружённый хвойными лесами (чистый воздух, благоприятные климатические условия открывают благоприятные возможности для оздоровительного отдыха).

## Религия
С 2008 года в Западной Двине действует православный храм, освящённый в честь Николая Чудотворца. Строительство храма в городе началось в 2004 году, было завершено в 2008.